# Liste der Einträge im National Register of Historic Places im Monroe County (Illinois)

Lage des Monroe County in Illinois

Die Liste der Einträge im National Register of Historic Places im Monroe County in Illinois führt alle acht Bauwerke und historischen Stätten im Monroe County auf, die in das National Register of Historic Places aufgenommen wurden.

## Legende
| NRHP | Historic Place    |
| HD   | Historic District |

## Aktuelle Einträge
| [ 2 ] | Name                                | Bild                                | Eintragsdatum        | Lage                                                                      | Ort       | Beschreibung |
| ----- | ----------------------------------- | ----------------------------------- | -------------------- | ------------------------------------------------------------------------- | --------- | ------------ |
| 1     | Fountain Creek Bridge               | Fountain Creek Bridge               | 1978 ID-Nr. 78001176 | Südlich der IL 156 am Westrand von Waterloo 38° 19′ 33″ N, 90° 11′ 45″ W  | Waterloo  |              |
| 2     | Gundlach-Grosse House               | Gundlach-Grosse House               | 1978 ID-Nr. 78001173 | 625 North Main Street 38° 26′ 53″ N, 90° 12′ 18″ W                        | Columbia  |              |
| 3     | Lunsford-Pulcher Archeological Site | Lunsford-Pulcher Archeological Site | 1973 ID-Nr. 73000712 | Adresse nicht veröffentlicht                                              | Columbia  |              |
| 4     | Maeystown Historic District         | Maeystown Historic District         | 1978 ID-Nr. 78001174 | IL 7 38° 13′ 34″ N, 90° 14′ 1″ W                                          | Maeystown |              |
| 5     | Stephen W. Miles House              |                                     | 1982 ID-Nr. 78001175 | Nordwestlich von Valmeyer abseits der IL 156 38° 18′ 28″ N, 90° 15′ 54″ W | Valmeyer  |              |
| 6     | Capt. James Moore Farmstead         |                                     | 1982 ID-Nr. 82005204 | South Church Street 38° 19′ 44″ N, 90° 8′ 59″ W                           | Waterloo  |              |
| 7     | Peterstown House                    | Peterstown House                    | 1977 ID-Nr. 77000489 | 275 North Main Street 38° 20′ 31″ N, 90° 9′ 3″ W                          | Waterloo  |              |
| 8     | Waterloo Historic District          | Waterloo Historic District          | 1978 ID-Nr. 78001177 | 517 South Main Street 38° 20′ 6″ N, 90° 9′ 6″ W                           | Waterloo  |              |